# Deng Shijie
Deng Shijie (* 2. August 1989) ist ein ehemaliger chinesischer Sprinter, der sich auf den 400-Meter-Lauf spezialisiert hat.

## Sportliche Laufbahn
Erste Erfahrungen bei internationalen Meisterschaften sammelte Deng Shijie im Jahr 2010, als er bei den Asienspielen in Guangzhou mit der chinesischen 4-mal-400-Meter-Staffel in 3:03,66 min gemeinsam mit Lin Yang, Chang Pengben und Liu Xiaosheng die Bronzemedaille hinter den Teams aus Saudi-Arabien und Japan gewann. Er setzte dann seine sportliche Laufbahn ohne weiteren größeren Erfolge bis ins Jahr 2017 fort und beendete dann im April in Zhengzhou im Alter von 27 Jahren seine aktive Karriere.

## Persönliche Bestzeiten
- 400 Meter: 46,35 s, 26. Juni 2010 in Chongqing
  - 400 Meter (Halle): 48,32 s, 19. März 2011 in Chengdu